# Pterygoneurum mac-leanum
Pterygoneurum mac-leanum là một loài Rêu trong họ Pottiaceae. Loài này được Warnst. miêu tả khoa học đầu tiên năm 1916.